# Finestra i porta a una casa del passeig dels Aucells
La Finestra i porta a una casa del passeig dels Aucells és una obra gòtica de Begur (Baix Empordà) inclosa a l'Inventari del Patrimoni Arquitectònic de Catalunya.

## Descripció
Elements recuperats d'altres construccions antigues de les comarques i que han estat incrustades en una nova construcció de molt mal gust i amb aires medievals.
Els elements a ressaltar són una finestra gòtica a nivell de 1ª planta i que és de pedra on la llinda es d'arc conopial amb arquets i el central trilobulat.
La porta es troba al costat de la torre falsa que han edificat. És tota ella de pedra i té l'arc conopial amb 2 estrelletes esculpides (una a cada costat del bec de l'arc).
La casa està emblanquinada el que fa ressaltar els elements.